# Punt quàntic de silici

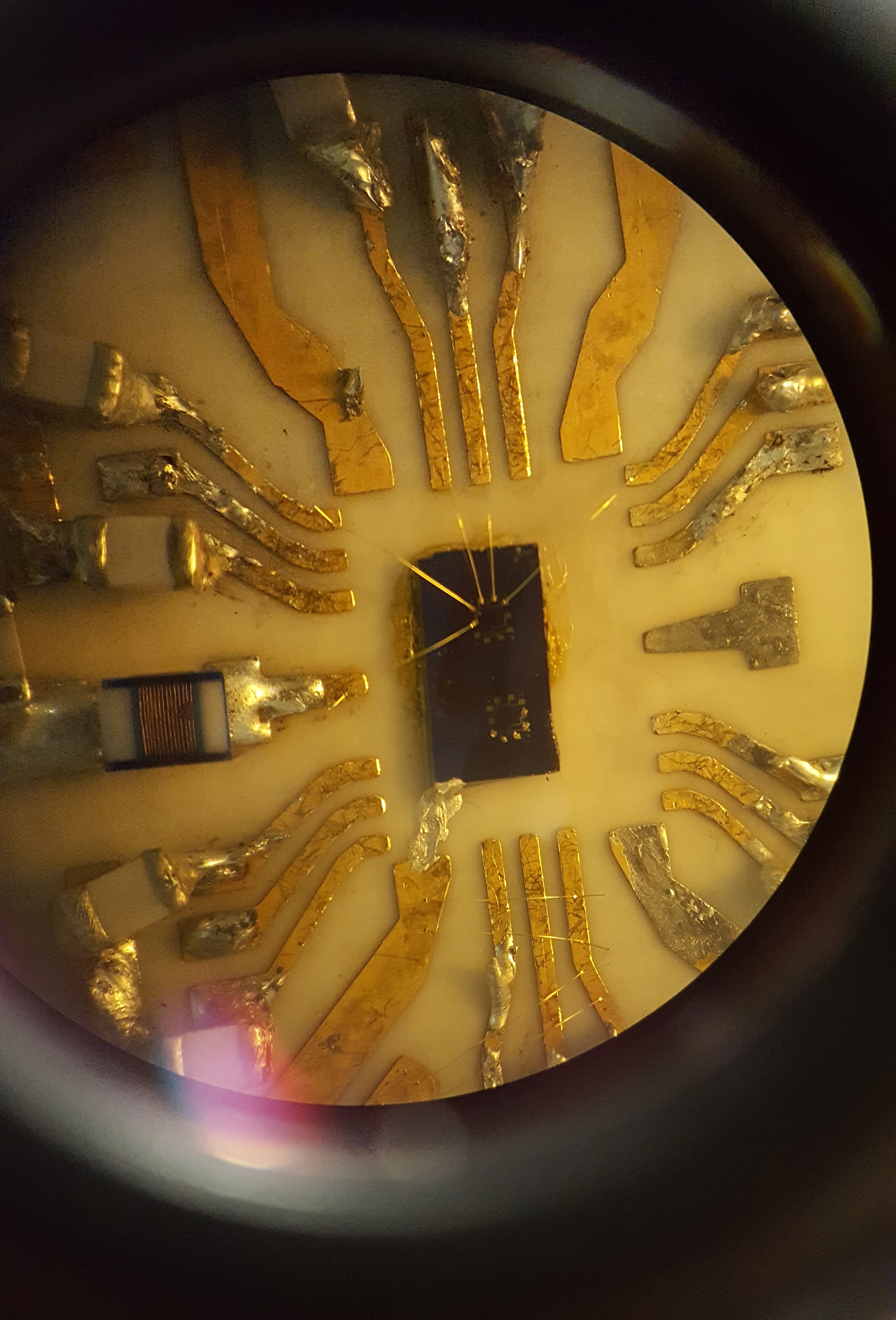
Aquesta imatge mostra la regió central d'un dispositiu de doble punt quàntic de nanotub de carboni sobre silici, muntat en una placa de circuit imprès. Aquests dispositius s'han d'explorar per als avenços en el camp de la computació quàntica i el processament de la informació quàntica. Presa amb un microscopi òptic i càmera.

Els punts quàntics de silici són punts quàntics biològicament compatibles sense metalls amb màxims d'emissió de fotoluminescència que es poden ajustar a través de les regions espectrals del visible a l'infraroig proper. Aquests punts quàntics tenen propietats úniques derivades de la seva banda buida indirecta, inclosos estats excitats luminescents de llarga vida i grans desplaçaments de Stokes. S'han utilitzat una varietat de protocols de desproporció, piròlisi, i solució per preparar punts quàntics de silici, però és important tenir en compte que alguns protocols basats en solucions per preparar punts quàntics de silici luminescents en realitat produeixen punts quàntics de carboni en lloc del silici reportat. Les propietats úniques dels punts quàntics de silici es presten a una sèrie d'aplicacions potencials: imatges biològiques, concentradors solars luminescents, díodes emissors de llum, sensors i ànodes de bateries d'ions de liti.

## Història
El silici ha trobat un ús extensiu en dispositius electrònics; tanmateix, el Si a granel té aplicacions òptiques limitades. Això es deu en gran part al fet que la transició òptica vertical entre la banda de conducció i la banda de valència està prohibida a causa de la seva banda buida indirecta. El 1990, Leigh Canham va demostrar que les hòsties de silici poden emetre llum després de ser sotmeses a una dissolució electroquímica i química. L'emissió de llum es va atribuir a l'efecte de confinament quàntic en el silici porós resultant.
Els primers informes de punts quàntics de silici van sorgir a principis de la dècada de 1990 que demostraven la luminescència dels punts quàntics de silici oxidat independents.

## Propietats
Els punts quàntics de silici (SiQD) posseeixen una fotoluminescència ajustable a la mida que és similar a l'observada per als punts quàntics convencionals. La luminescència s'ajusta rutinàriament a tot el visible i a la regió de l'infraroig proper definint la mida de les partícules. En general, hi ha dues bandes de luminescència diferents que dominen les propietats del punt quàntic de silici. Els estats excitats de luminescència de llarga vida (banda S, velocitat de desintegració lenta) s'associen normalment a una fotoluminescència depenent de la mida que va des del groc/taronja fins a l'infraroig proper. Els estats excitats luminiscents de curta durada (banda F, velocitat de desintegració ràpida) solen estar associats amb la fotoluminescència blava independent de la mida i, en alguns casos, les impureses de nitrogen s'han implicat en aquests processos.
Els punts quàntics de silici es poden sintetitzar mitjançant una varietat de mètodes, incloent la desproporció tèrmica dels subòxids de silici (per exemple, el silsesquioxà d'hidrogen, un derivat del silsesquioxà), i la descomposició de silà (s) induïda per làser i plasma.

## Aplicacions
Els punts quàntics de silici s'han utilitzat en aplicacions de prototips a causa de la seva biocompatibilitat i la naturalesa ubiqua del silici, en comparació amb altres tipus de punts quàntics.
- Imatge biològica: La biocompatibilitat dels punts quàntics de silici juntament amb la seva llarga vida luminescent i l'emissió d'infrarojos propers els fa molt adequats per a la imatge de fluorescència en sistemes biològics.
- Concentradors solars luminescents: Els concentradors solars luminescents aprofiten el gran desplaçament de Stokes dels punts quàntics de silici per convertir la llum en electricitat.[14]
- Sensors: Els sensors fotoquímics aprofiten la fotoluminescència de punts quàntics de silici per extingir l'emissió de fotons en presència de l'analit.
- Díodes emissors de llum: Les pantalles de punts quàntics utilitzen punts quàntics per produir llum monocromàtica pura.